# Shame (téléfilm)
Pour les articles homonymes, voir Shame.
Shame est un film de télévision de 1992.

## Fiche technique
- Réalisation : Dan Lerner
- Musique : David McHugh

## Distribution
- Amanda Donohoe : Diana Cadell
- Dean Stockwell : Tim Curtis
- Fairuza Balk : Lizzie Curtis
- Lochlyn Munro : Dave Rainey
- Lee Garlington : Tina Farrell
- Larry Brandenburg : Sheriff